# Furuskär, Raseborg
Furuskär är en ö i Finland. Den ligger i Finska viken och i kommunen Raseborg i den ekonomiska regionen  Raseborg i landskapet Nyland, i den södra delen av landet. Ön ligger omkring 79 kilometer väster om Helsingfors.
Öns area är 7,9 hektar och dess största längd är 490 meter i öst-västlig riktning. Ön höjer sig omkring 20 meter över havsytan.